# Stockholm-Bromma flygplats
Stockholm-Bromma flygplats (IATA: BMA, ICAO: ESSB), historiskt Bromma flygfält, är en flygplats i stadsdelsområdet Bromma i Stockholms kommun som sedan 2025 främst betjänar privat flygtrafik.
Belägen cirka 7 km nordväst om centrala Stockholm är Stockholm-Bromma den flygplats som ligger närmast staden jämfört med övriga kommersiella flygplatser som trafikerar Storstockholm (IATA flygplatskod STO: Arlanda, Skavsta och Västerås). 
Flygplatsen invigdes den 13 maj 1936 av kung Gustaf V och var den första flygplatsen i Europa som byggdes med asfalterade landningsbanor. När Stockholm-Arlanda flygplats invigdes 1962 förlorade Bromma sin roll som huvudflygplats för internationell trafik. År 2023 var Bromma flygplats dock fortfarande Sveriges fjärde mest trafikerade flygplats, främst för inrikesflyg.
Från och med 2025 är flygplatsens enda reguljära linje Västflygs flygningar till Trollhättan. Bromma hanterar också privatflyg, ambulansflyg och allmänflyg. Mellan 2016 och 2024 trafikerades Bromma flygplats huvudsakligen av Braathens Regional Airlines, som främst trafikerade inrikesdestinationer innan flygbolaget flyttade sin verksamhet till Stockholm Arlanda.
Flygplatsen ligger på mark som ägs av Stockholms stad, men drivs av Swedavia, ett statligt företag, genom ett hyresavtal med staden som löper ut 2038. Swedavia och Stockholms stad vill stänga flygplatsen, som nu har årliga förluster som beräknas till en miljard kronor; den nuvarande svenska regeringen har dock meddelat att den inte kommer att godkänna en nedläggning av flygplatsen innan dess mandatperiod löper ut 2026.

## Historik

### Områdets äldre historia
Bromma flygplats uppfördes på mark som tidigare tillhört bland andra gårdarna Glia i den västra delen av flygplatsen, Linta i söder och Ranhammar, som låg i den nordöstra delen av det nuvarande flygplatsområdet, ungefär vid nuvarande Bromma Blocks. När schaktningarna för det nya flygfältet inleddes år 1933 hade huvuddelen av den äldsta bebyggelsen i området sedan länge redan rivits eller förfallit. Bara Ranhammars gård och ett par lador fanns då kvar.
I samband med flygfältsbygget gjordes omfattande arkeologiska undersökningar. Bland annat inventerades ett stort antal gravar. När området började planeras år 1933 fanns minst 243 gravar på åtta gravfält. Den äldsta graven daterades i samband med utgrävningarna till tiden mellan 500-talets andra hälft och början av 600-talet.

### Uppförande och invigning

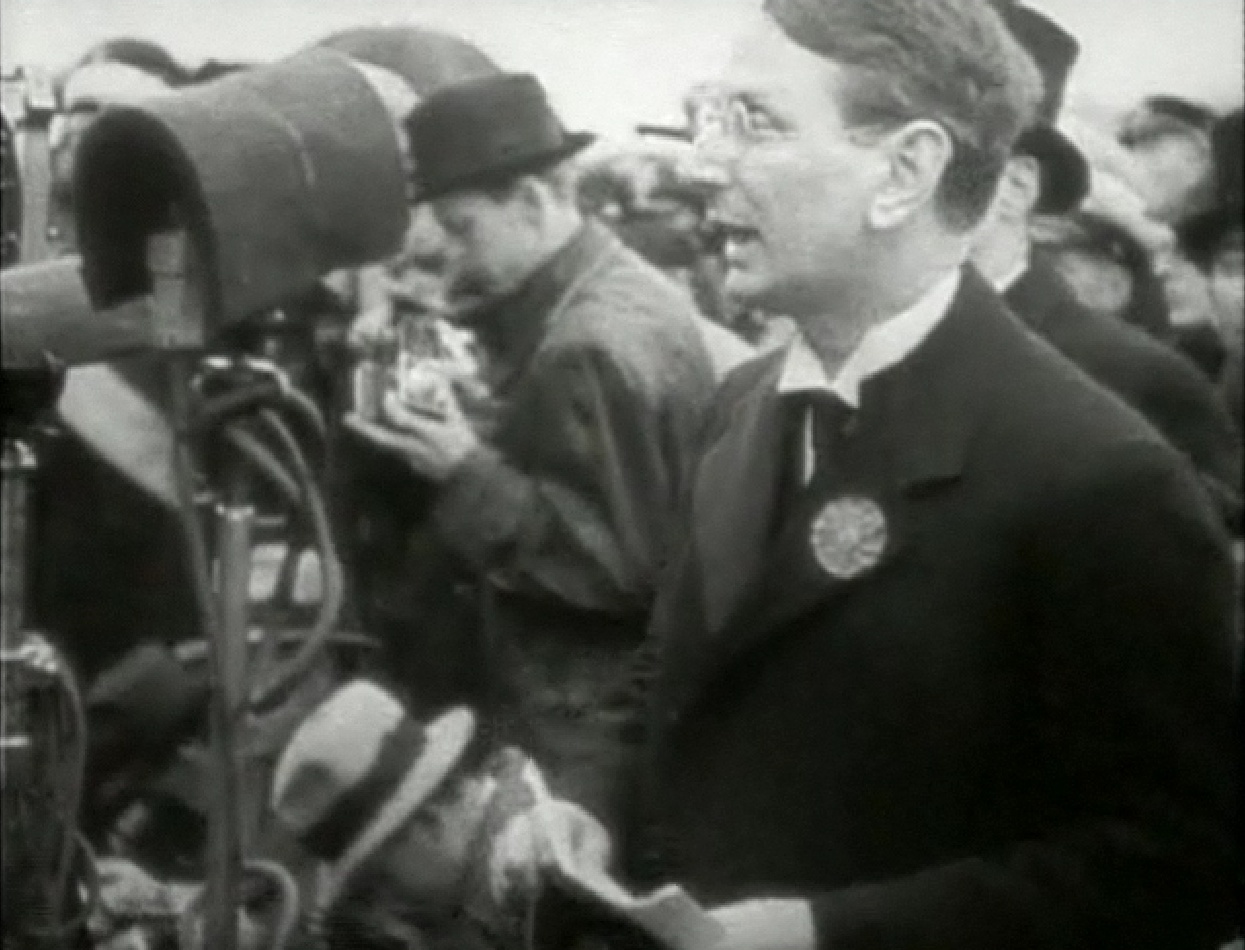
Borgarrådet Yngve Larsson invigningstalar.

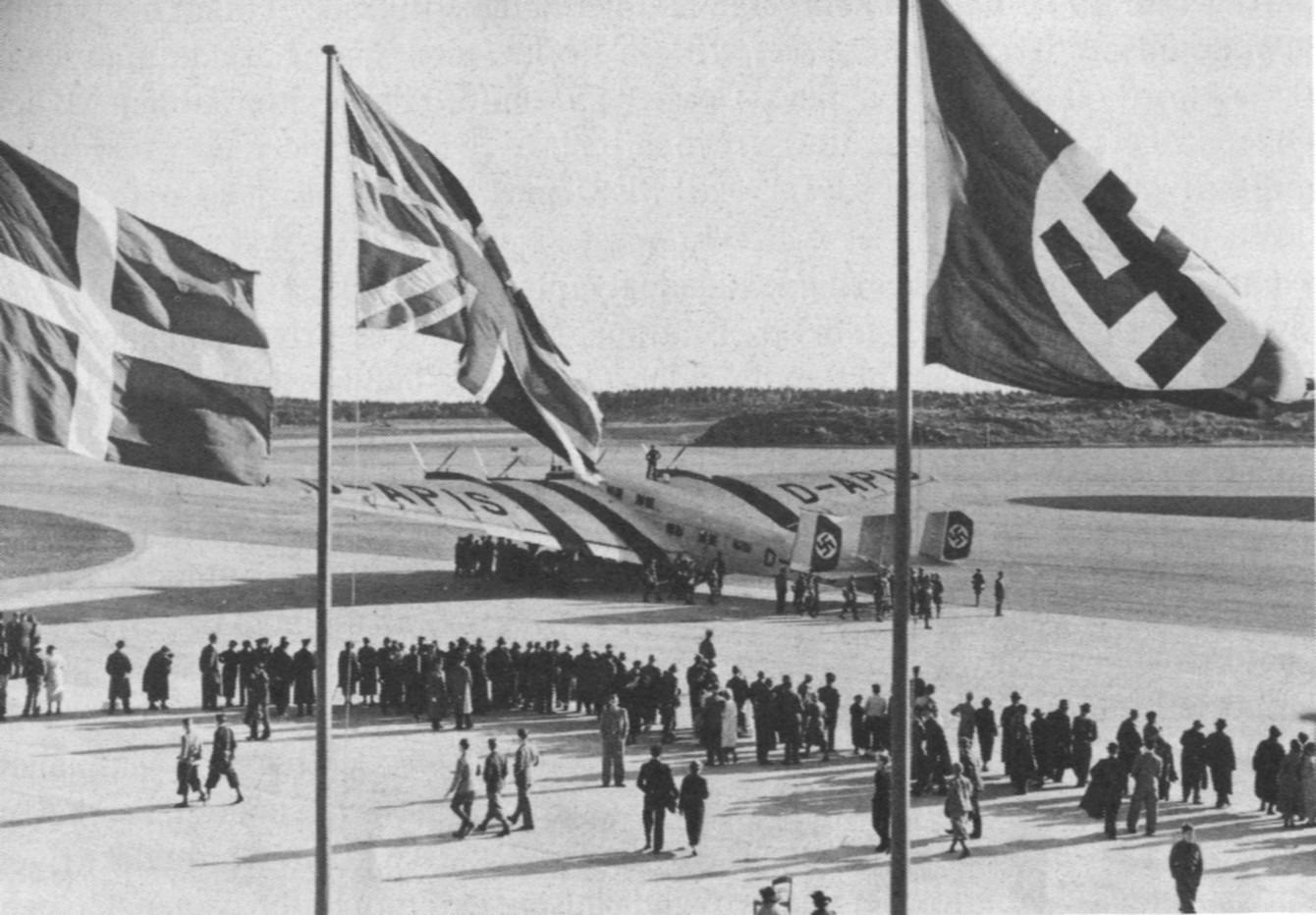
Dagen efter invigningen, en Junkers G-38 är startklar.

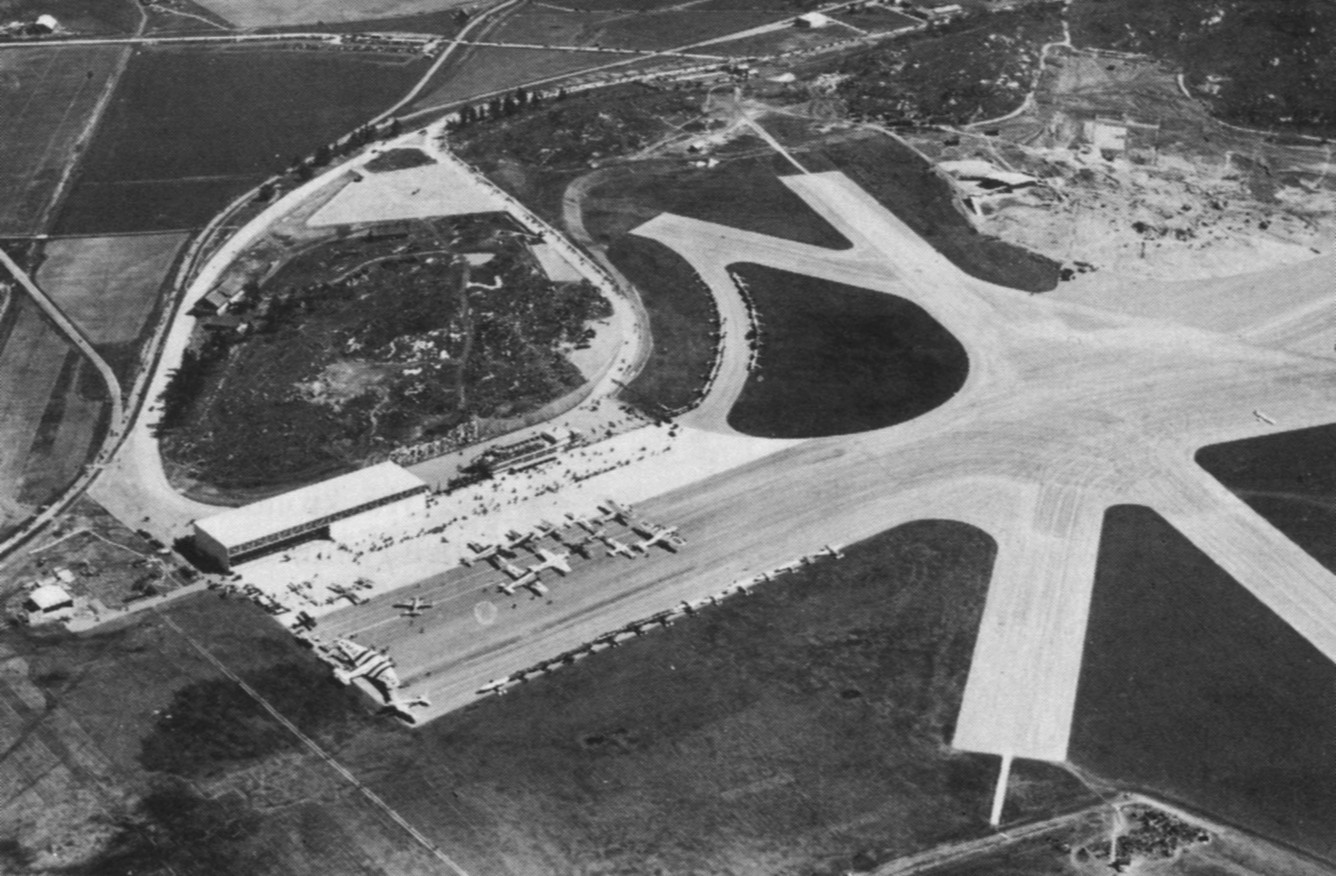
Bromma flygplats dagen efter invigningen 1936.

Vid början av 1930-talet hade behovet av en ny flygplats i Stockholm stadigt växt. Flygfältet i Barkarby låg utanför stadsgränsen och relativt avsides, pontonflygplanen som startade och landade på Stora Värtan vid Lindarängen norr om Ladugårdsgärde (öppnad 1920) kunde inte flyga på vintern då "landningsbanan" var frusen. Under 1920-talet hade det funnits planer på att upprätta en landflygplats på Skarpnäcksfältet, men de övergavs när Stockholms stadsfullmäktige den 30 juni 1933 beslöt att det skulle byggas ett flygfält vid Riksby i Bromma. Flygplatsen började byggas den 23 oktober 1933. Sammanlagt var området då cirka 175 hektar stort, med kuperad terräng omkring den då 58 hektar stora flygplatsen. Slutbesiktning skedde den 16 maj 1936. Skarpnäcks flygfält kom sedan bara att användas som beredskapsplats under andra världskriget och för sportevenemang efter kriget.
Enligt de första planerna skulle flygfältet ha gräsklädda start- och landningsbanor, men bland annat på grund av problem med dränering och tjäle beslöts att de skulle byggas som asfaltsbanor. Ursprungligen hade Bromma flygplats fyra huvudbanor, där den längsta var cirka 900 meter. Genom att flygplatsen fick så många banor skulle det alltid finnas alternativa start- och landningsriktningar, och flygplatsen skulle därmed kunna användas med tillräcklig säkerhet året om och vid alla vindriktningar.
Både stationsbyggnaden (som ursprungligen var cirka 50 meter lång), flygledartornet och den första 100 meter långa hangaren (Hangaren 1) ritades av arkitekt Paul Hedqvist med biträde av arkitekt Nils Tesch. Tyska Lufthansa var konsult vid planeringen av anläggningen. I hangaren återanvände Hedqvist fackverksbalkar från gamla Tranebergsbron som just hade rivits.
Lördagen den 23 maj 1936 hölls invigningstalen i regn, rusk och dimma av Gustaf V och Flyghamnsstyrelsens ordförande borgarrådet Yngve Larsson.  Det hölls även tal av borgarråden Yngve Larsson och Wictor Karlsson samt fullmäktiges ordförande Johan-Olov Johansson. Klockan 15:00 öppnades flygplatsen för trafik. Med start klockan 15:10 började både svenska och utländska plan att landa, och som förste flygpassagerare på Bromma anlände prins Bertil i ett av planen. Flygplatsen hade då kostat cirka 5,7 miljoner kronor och delvis finansierats med nödarbete åt arbetslösa. Vid invigningen deltog även världens då största landflygplan, en Junkers G-38. Av denna flygplanstyp fanns bara två exemplar, som båda tillhörde Lufthansa. Junkersplanet kunde ta 34 passagerare, varav en del var placerade i vingarna. De sista åren före andra världskriget trafikerades Bromma av ett ännu större plan, Lufthansas Junkers Ju-90 för 40 passagerare.
Tillkomsten av Bromma flygplats var av stor betydelse för Stockholms internationella kommunikationer. Restiden till Berlin klarades på fyra timmar utan mellanlandning och till Paris eller London tog det sju till åtta timmar, men då fick man mellanlanda. Att jämföra med en tågresa som under 1930-talet tog 20 timmar Stockholm–Berlin. En flygresa Stockholm-London (enkelresa) kostade 315 kronor.

### Vidareutveckling

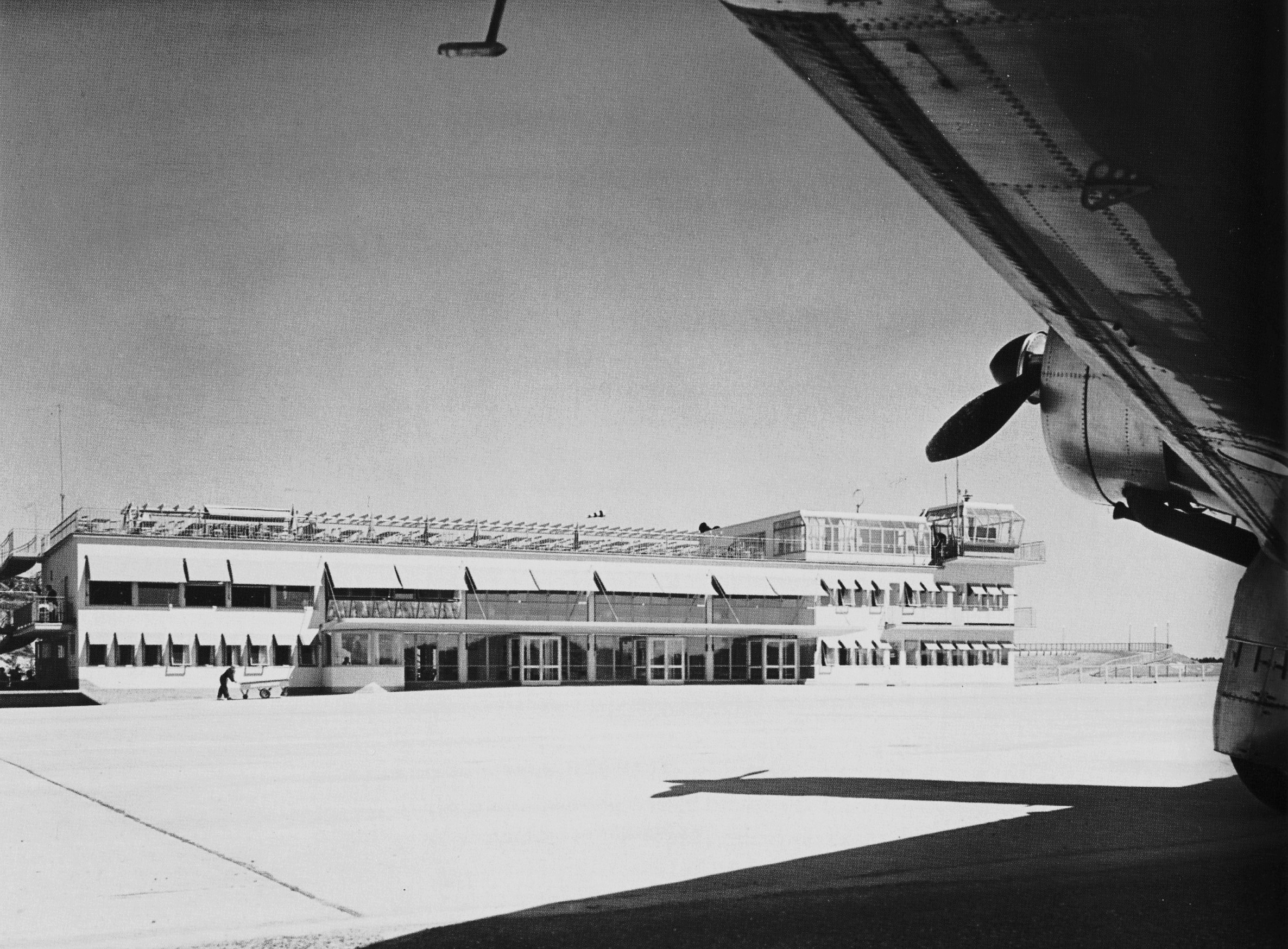
Stationsbyggnaden på 1940-talet.

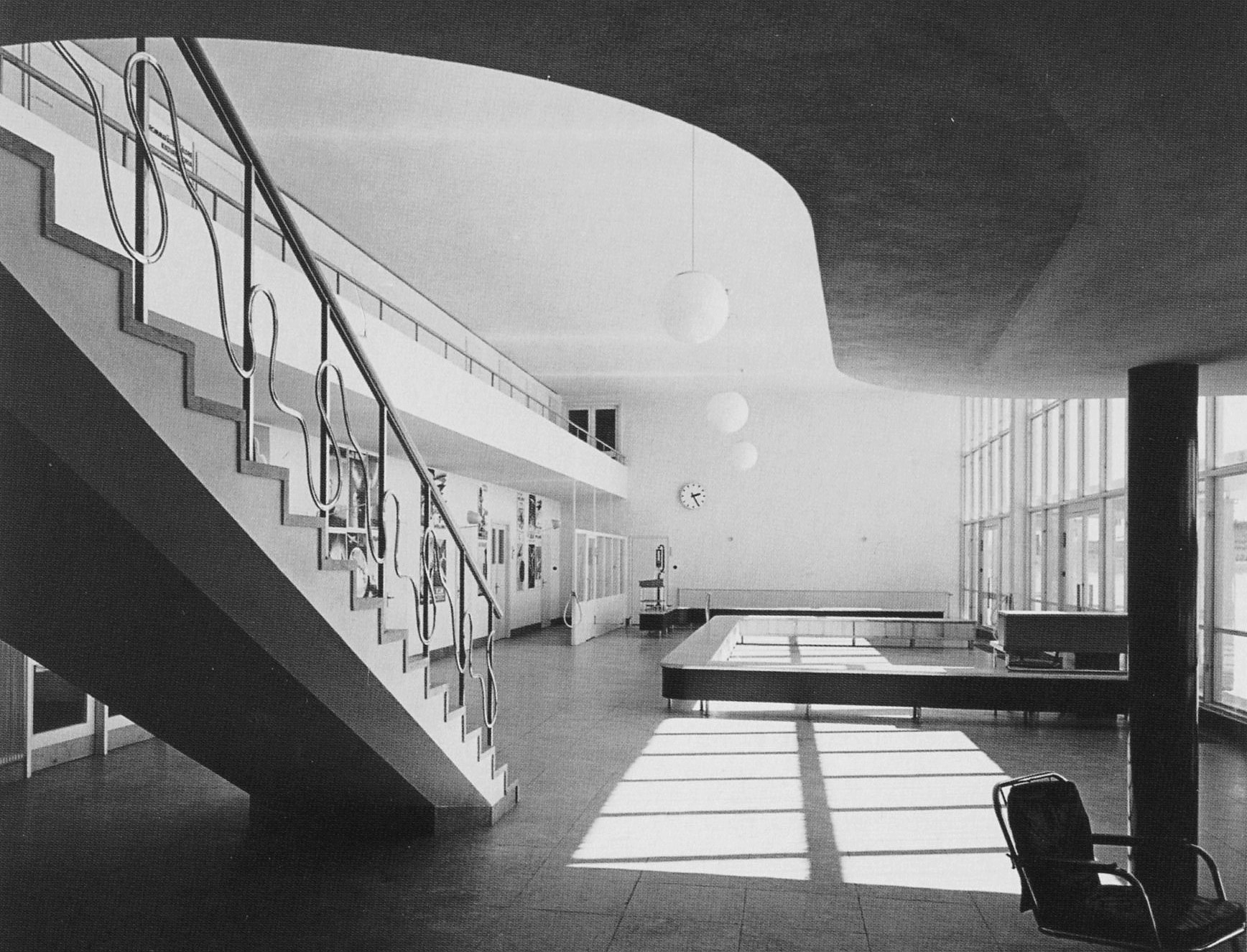
Stationsbyggnaden på 1940-talet.

Bromma var en av de första flygplatserna som byggdes direkt efter det växande trafikflygets behov. Den var först i Europa att byggas med asfalterade banor och hade ursprungligen fyra rullbanor för att kunna användas oavsett vindriktning av dåtidens sidvindkänsliga sporrhjulflygplan. När flygplanen blev tyngre och snabbare under andra världskriget uppkom behovet av en längre och bredare rullbana. Parallellt med en av de ursprungliga banorna byggdes då en ny bana som blev klar 1944 med 1 668 meter längd, bana 13/31. Senare omnumrerad till 12/30 är det den bana som återstår idag.
Fram till sammanslagningen med SAS 1948 var ABA, AB Aerotransport det största bolaget på Bromma. Under andra världskriget minskade trafikflyget men engelska och svenska kurirplan flög med norska och danska flyktingar och varor bland annat till Storbritannien, och Bromma flygplats var ett populärt mål för tyska spioner. Två av de svenska kurirplanen, SE-BAG och SE-BAF, sköts ner av tyskarna. Efter kriget blomstrade Bromma flygplats, 1945 inledde SILA som redan 1946 blev en del av SAS flygningar till La Guardia flygplatsen i New York med mellanlandning i Reykjavik i Island och Gander i Newfoundland. År 1955 startade den första svenska charterflygresan från Bromma.
Nya och tyngre flygplan krävde dock allt längre landningsbanor och större utrymmen. Avgörande blev SAS beställning av DC-8 som gjorde att man beslöt att bygga ut den så kallade Halmsjöbanan till det som idag är Arlanda. SAS DC-8:or sattes till att börja med in på USA-flygningarna vilka flyttade till ett halvfärdigt Arlanda 1960. Efter politiskt beslut flyttades allt reguljärt utrikesflyg till Arlanda i samband med dess invigning 1962. Under 1960- och 70-talen kom istället inrikesflyget att expandera kraftigt på Bromma men efter att inrikesflyget, som från Bromma utfördes av SAS och det av SAS hälftenägda Linjeflyg, flyttade sin trafik till Arlanda 1983 blev Bromma en flygplats i huvudsak för allmänflyg, skol- och affärsflyg.
År 1983 ville Stockholms kommun säga upp kontraktet med Luftfartsverket gällande Bromma flygplats. År 1984 enades berörda kommuner om att Tullinge flygplats senast 1991 skulle ersätta Bromma. Detta med anledning att Flygvapnet skulle lämna Tullinge då Flygvapnets Södertörnsskolor (F 18) lades ned 1986. Dock kom aldrig detta beslut att fullföljas, på grund av en omfattande opinion mot att Tullinge flygplats skulle omvandlas till en ny reguljär flygplats.
År 1992 avreglerades dock den svenska flygmarknaden och som följd av Sveriges EU-inträde 1995 och kravet på likabehandling inom unionen kom Luftfartsverket också att så småningom åter öppna Bromma för utrikestrafik. Efter passagerarflygets avreglering i början av 90-talet fick Bromma i snabb takt ett ökat antal passagerare, samtidigt som annan flygverksamhet och antalet landningar skurits ned. När Malmö Aviation började med flygningar till London, Malmö och Göteborg började resenärerna komma tillbaka till Bromma och sedan slutet av 1990-talet har allt fler flygbolag etablerat sig på Bromma vilket gjort att flygplatsen återtagit sin ursprungliga funktion som en central trafik- och affärsflygplats för Stockholm.
Bromma flygplats blev statligt byggnadsminne (SBM) 14 september 2000 (förordning 2013:558). Flygplatsen blev byggnadsminne (BM) enligt 3 kap. KML 1 april 2010. Hårda bullerkrav hade införts för Bromma, men Malmö Aviation hade hittat lämpliga plan som flygbolaget började  använda. Hösten 2014 tillsatte regeringen en statlig samordnare med uppdrag att undersöka om Bromma flygplats kan omvandlas till stadsutvecklingsområde.
Andelen skol- och allmänflyg har däremot krympt kraftigt på grund av höjda landningsavgifter. Tidigare stridsflyg och Kustbevakningens havsövervakningsplan har lämnat Bromma, medan Flygvapnets så kallade regeringsflygplan oftast använder flygplatsen som sin bas i Stockholmsområdet.

### Historiska bilder

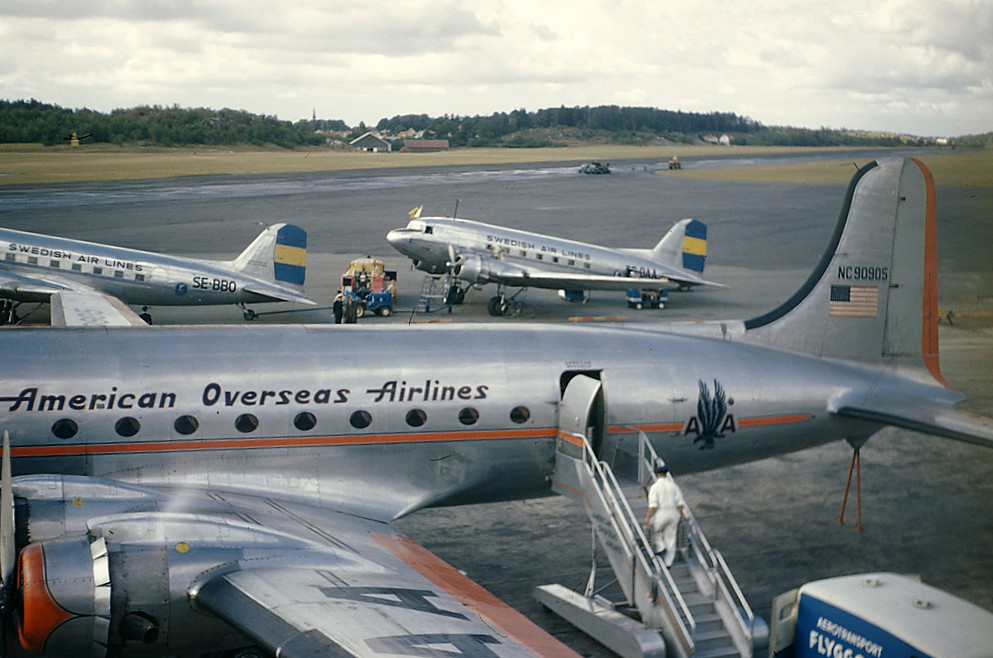
Bromma flygplats 1947 med ett amerikanskt plan och två plan från AB Aerotransport.
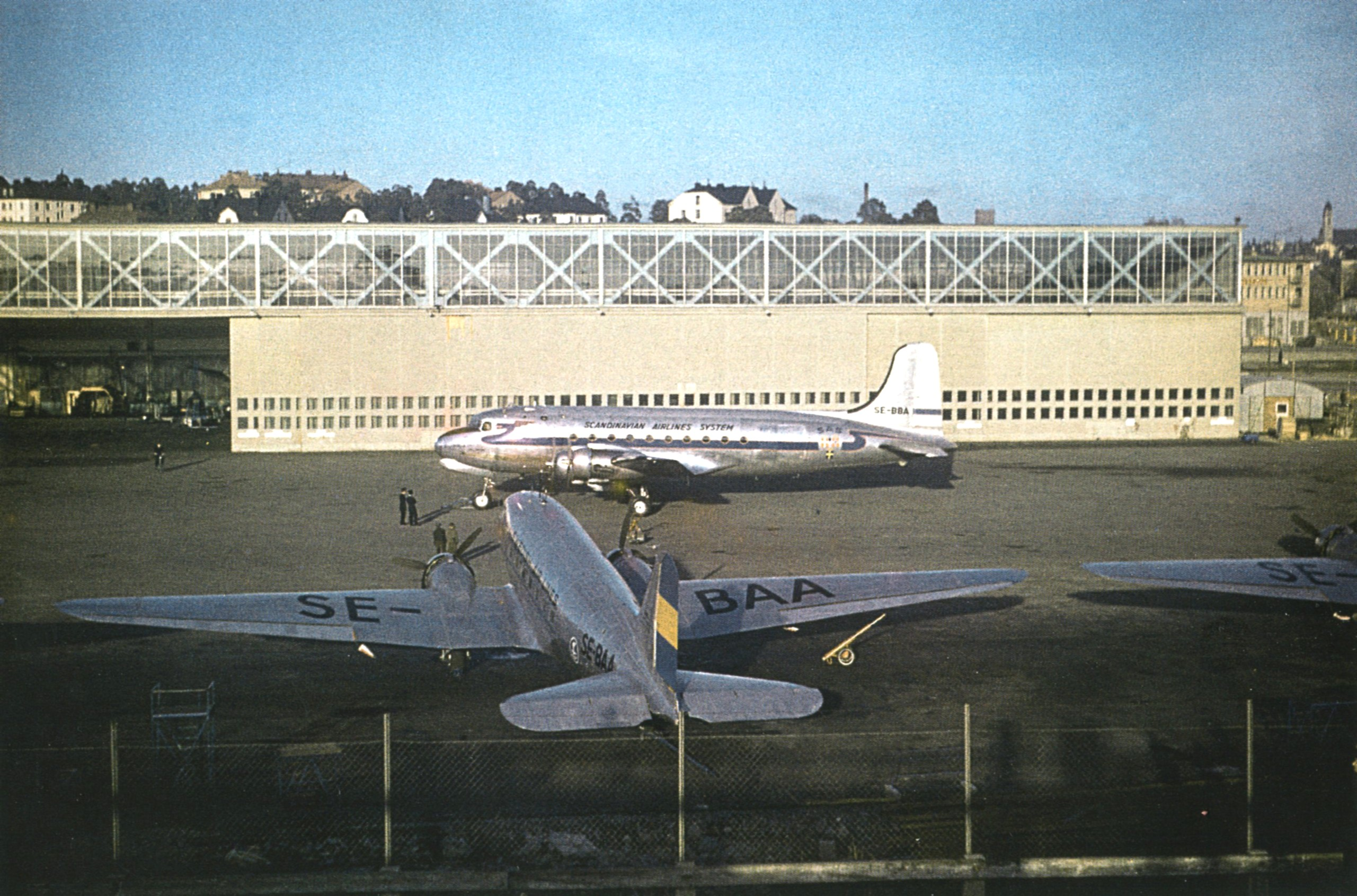
Hangar 1 med SAS "Sigtrygg Viking" (DC-4) samt en DC-3:a tillhörande Swedish Air Lines, foto från sent 1940-tal.
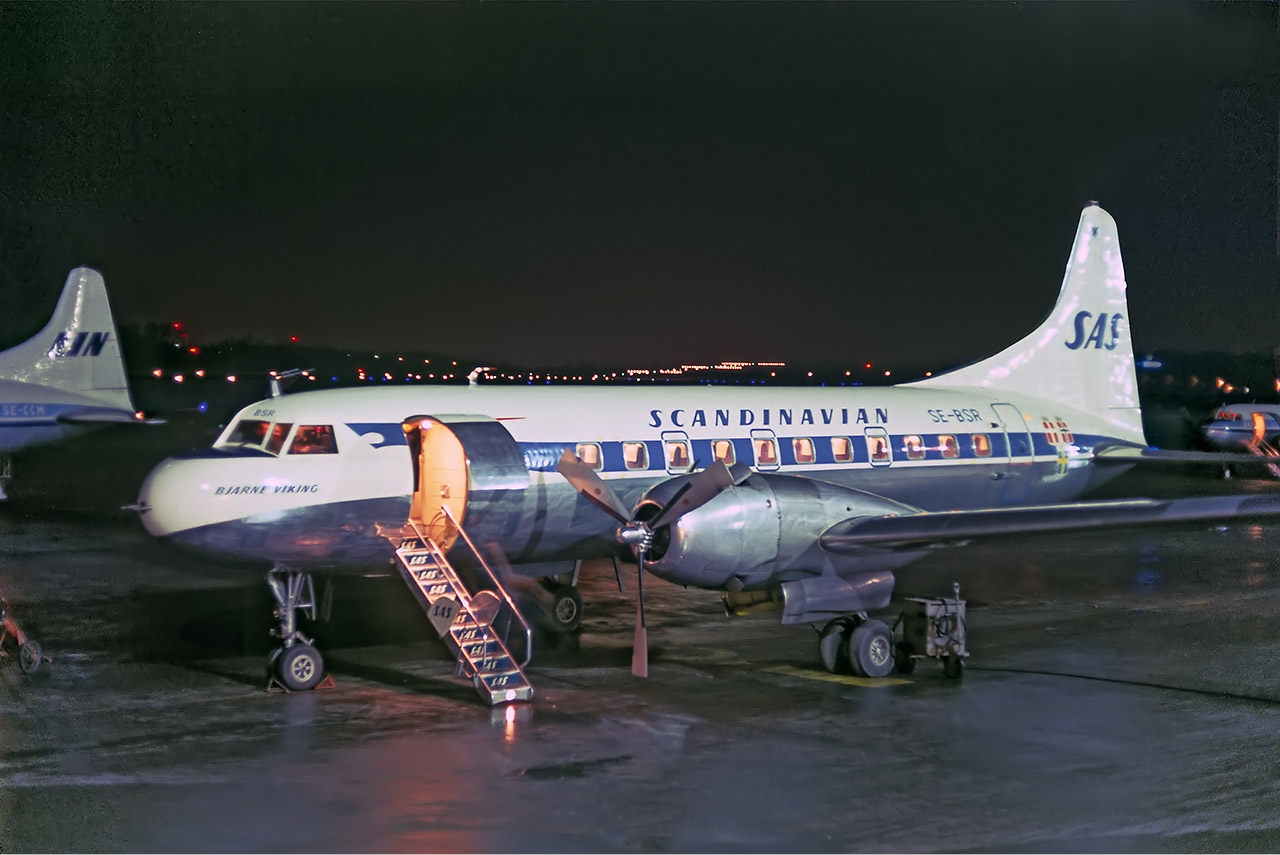
SAS Convair 440 "Bjarne Viking". Foto från 1967.
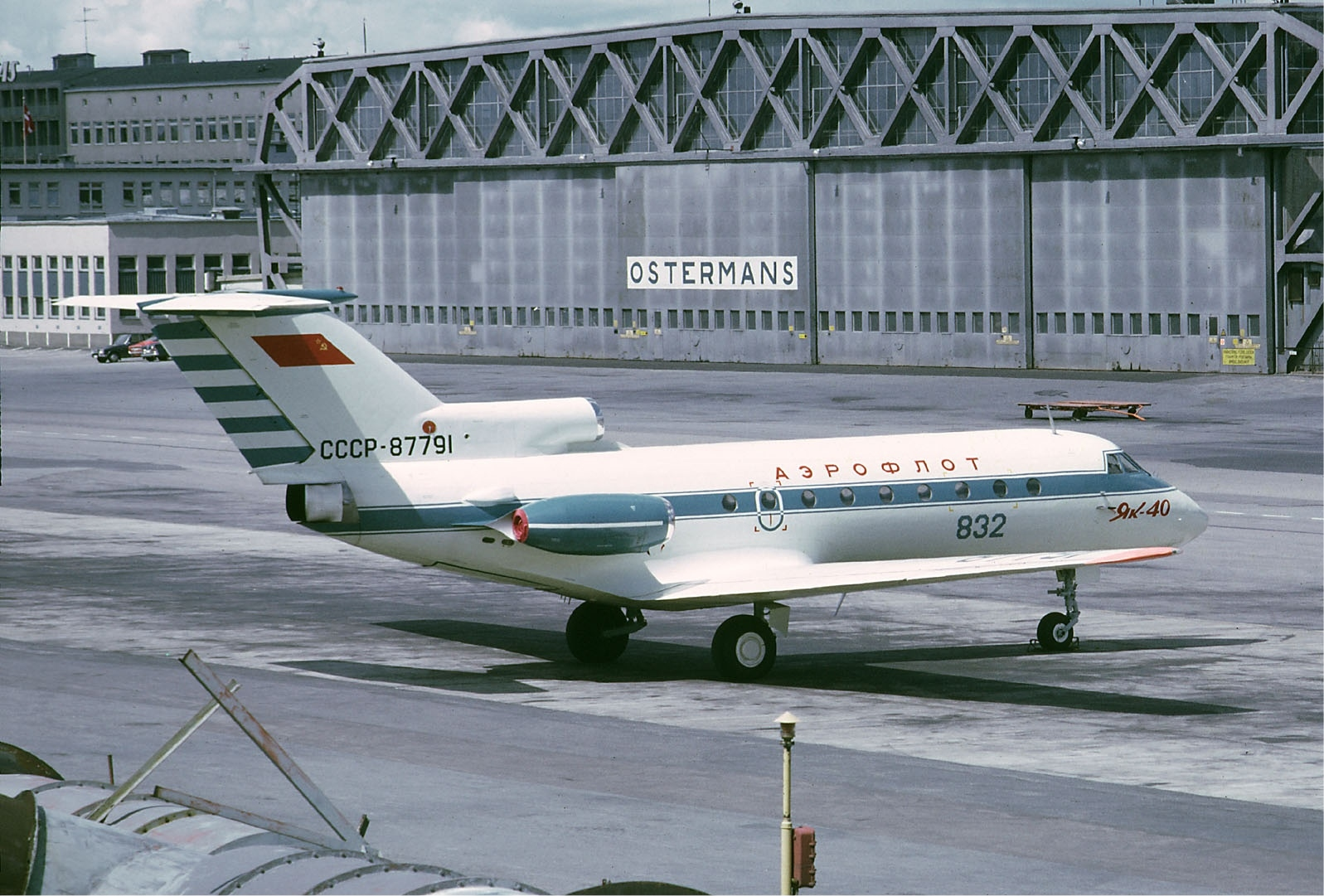
En Jakovlev Jak-40 utanför hangar 1. Foto från 1971.

### Upprustning och utbyggnad

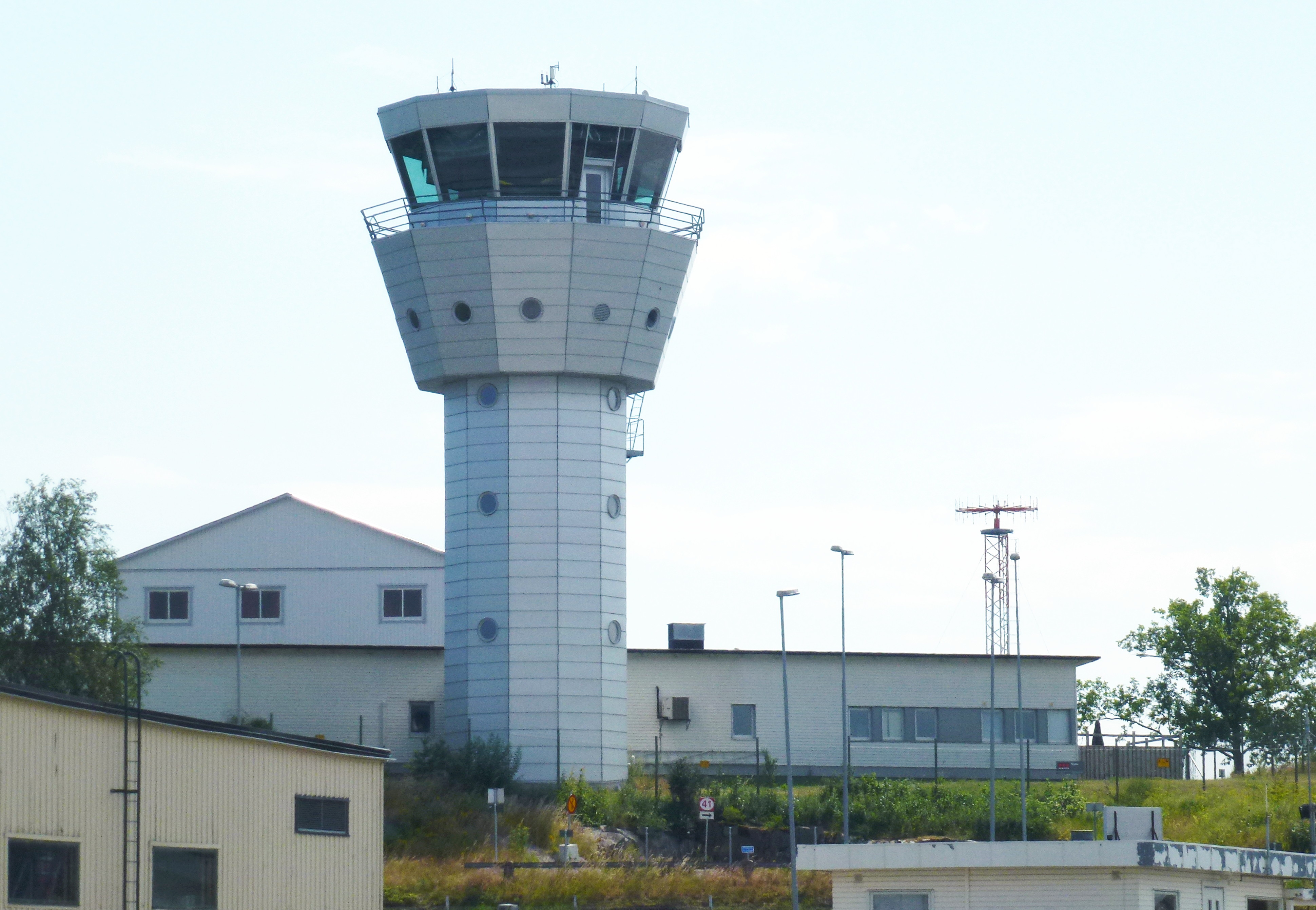
Flygledartornet.

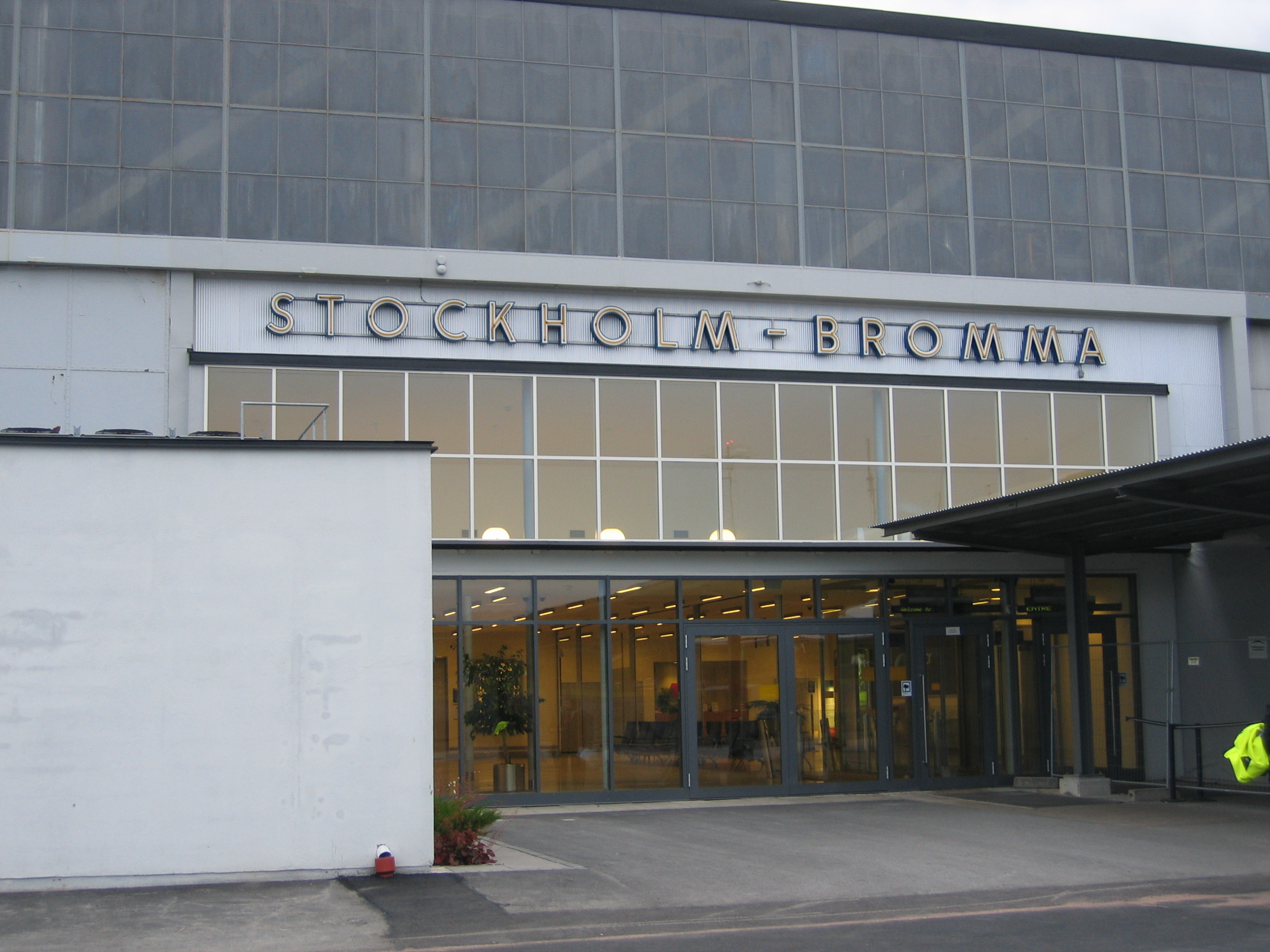
Gamla ankomsthallen, sedd från plattan.

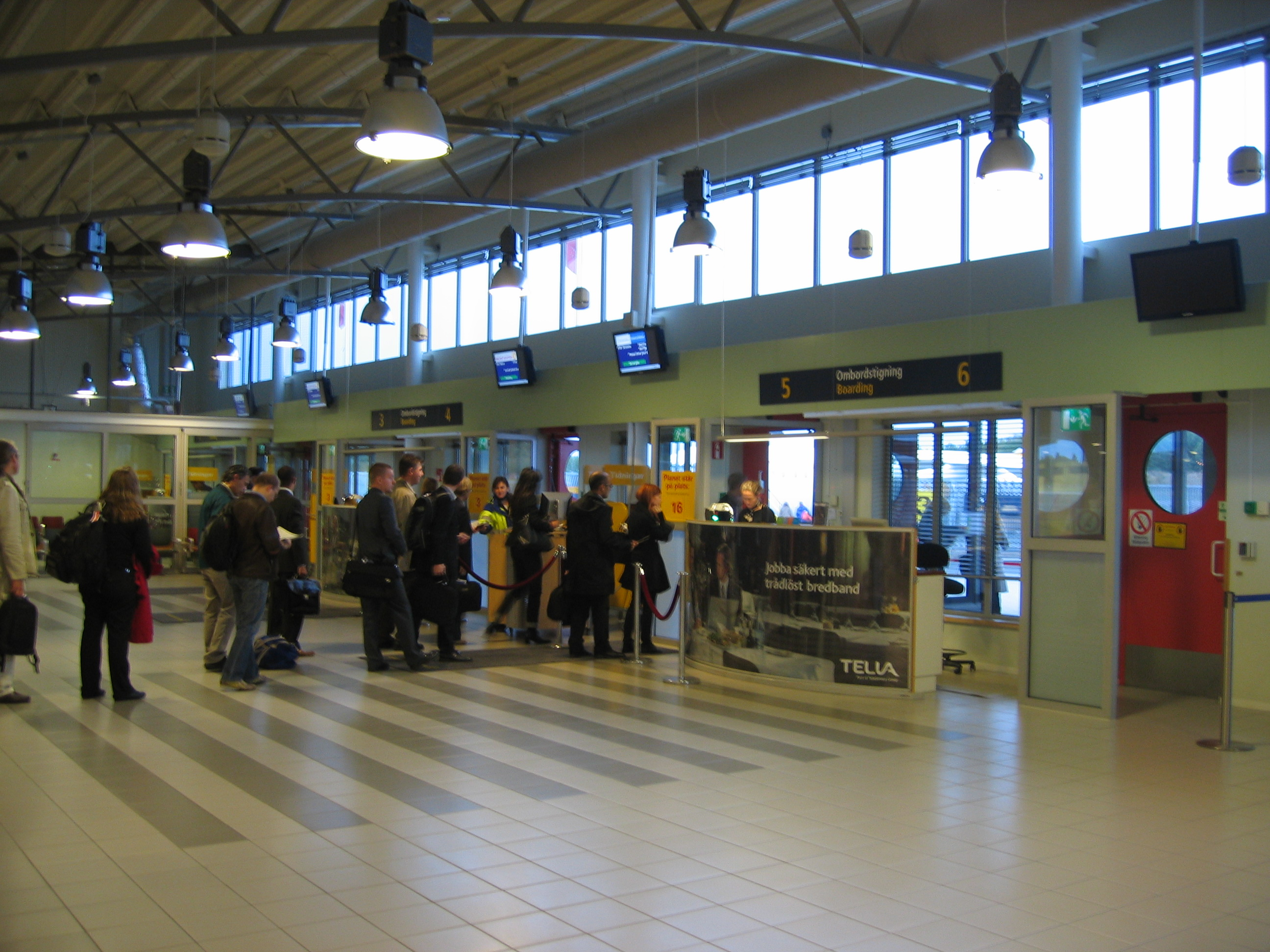
Avgångshallen, interiör.

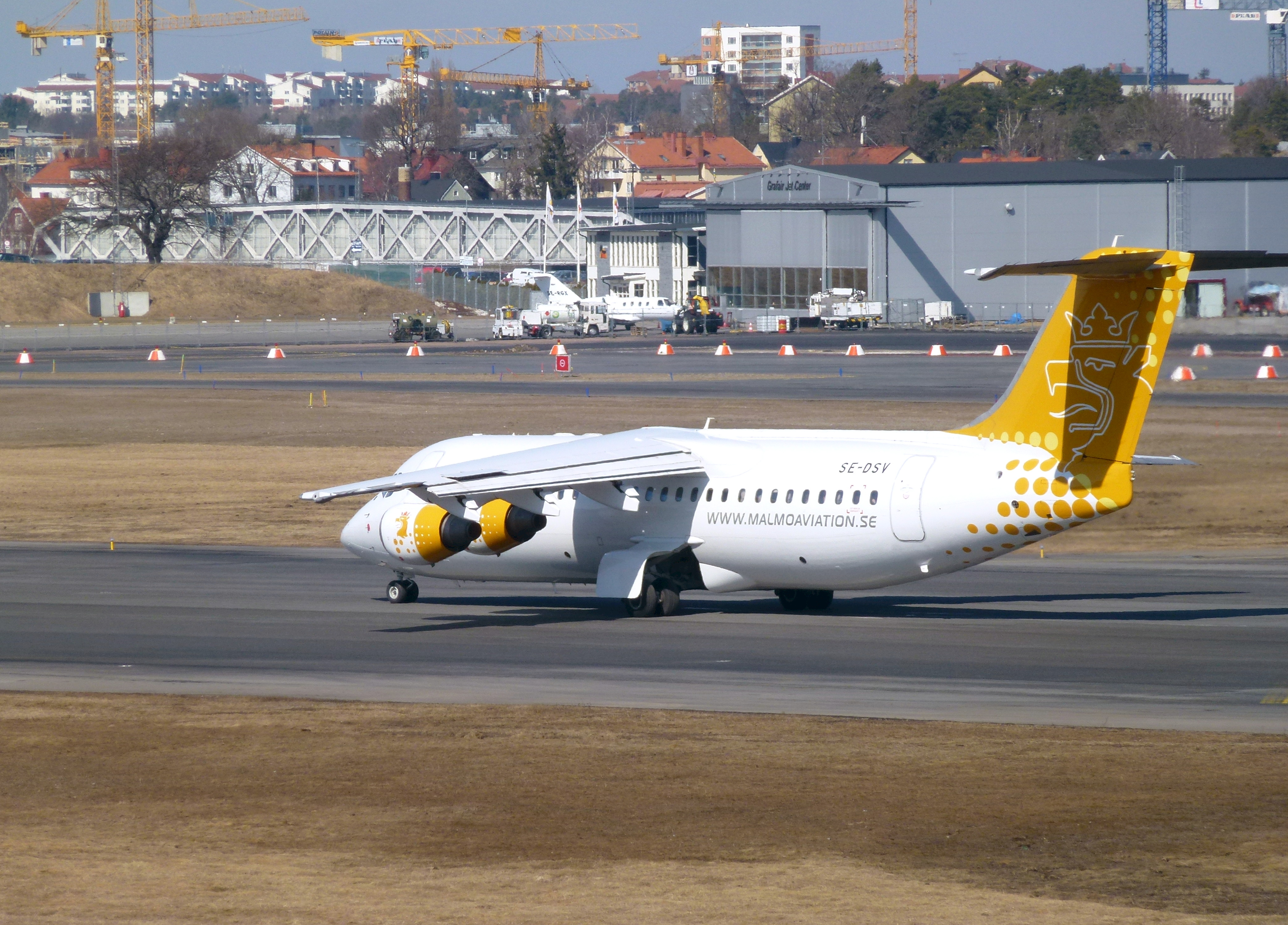
Ett British Aerospace Avro RJ100-plan tillhörigt Malmö Aviation på startbanan (bana 30), 2013.

Utbyggnaden i början på 2000-talet präglades av flera faktorer, inte minst behovet att försöka bibehålla flygplatsbyggnadernas arkitektoniska särprägel. Samtidigt gick det inte att bortse från att trycket på flygplatsen var stort.
Ett nytt flygledartorn, beläget på Ranhammarshöjden, togs i bruk 2002 och terminalen rustades upp samma år. Flygledartornet ersatte ett mindre torn, byggt på den ursprungliga terminalens tak, som i sin tur hade ersatt ett i terminalen inbyggt flygledarrum. Numera är gamla flygledartornet med tillhörande före detta terminalbyggnad, samt gamla hangar A, det vill säga nuvarande passagerarterminalen, K-märkta.
Förutom passagerarterminalerna för trafikflyget har Bromma flera separata områden för affärsflygbolag och annan verksamhet.
I syfte att förbättra förhållandena för affärsflyget till Stockholm och Bromma flygplats, utlystes en upphandling av Luftfartsverket år 2003 (med diarienr SB 2003-0280-071) gällande drift av en GA-terminal (General Aviation). Denna upphandling vanns av det svenska flygbolaget Grafair. Följden är att samtliga luftfartyg ej baserade på Stockholm-Bromma flygplats med vikt över 4 ton skall använda ramp EAST, Grafair Jet Center som uppställningsplats. Den 11 november 2004 invigdes Grafair Jet Center som den första FBO:n i Sverige (från engelskans "Fixed Base Operator").

## Debatten om Bromma flygplats framtid
Bromma flygplats drivs av det statsägda företaget Swedavia på mark som tillhör Stockholms kommun. Enligt beslut i stadsfullmäktige den 17 mars 2008 har staten, primärt genom Luftfartsverket, rätt att disponera marken till och med den 31 december 2038 för flygplatsändamål. Arrendeavtalet reglerar också de särskilda miljövillkor som staden ställer på flygtrafiken på grund av det centrala läget.
Flygplatsens framtid har varit omdebatterad i decennier. Vissa kritiker menar att tillkomsten av Arlandabanan 1999 gjort att Bromma tappat rollen som den enda citynära flygplatsen samt att flygplanen bullrar vid start och landning och utgör en ständig fara. Det har inträffat ett haveri där det var mycket nära att folk på marken dödades (Linjeflyg Flight 618). Andra kritiker menar att miljö- och klimatskäl talar för en nedläggning. I samband med kommunens handläggning av ett nytt arrendeavtal framförde Naturskyddsföreningen i oktober 2007 ett uppdaterat förslag på en idé från 1980-talet att i stället lägga ned flygplatsen och bygga en ny stadsdel med plats för 50 000 boende och arbetande.
Vissa menar att Arlanda saknar kapacitet att ta över Brommas privatflyg och att det av flygoperativa skäl medför olägenheter att blanda större och mindre flygplan på samma banor. Samtidigt visar studier att en samlad regional flygplats har större förmåga att attrahera långväga flyg. Berlins starkt försenade storflygplatsbygge Berlin Brandenburgs internationella flygplats, som ersätter cityflygplatserna Tegel och Tempelhof, har nämnts som ett exempel på denna utveckling.
När arrendeavtalet, giltigt till 2038, mellan Luftfartsverket och Stockholms stad undertecknades i slutet av 2007 uttrycktes det specifikt att affärsflyget skulle få verka på Bromma flygplats och det lättare allmänflyget skulle flyttas över till den södra delen av start- och landningsbanan.
I början av 2011 informerades en stor del av de på Bromma verksamma flygföretagen och flygklubbarna av Swedavia om att de var uppsagda och inte skulle få möjlighet till nytt arrende. Allmänflyget har disponerat två ytor kända i dagligt tal som Lintaområdet och Norra parkeringen. Taxiflyg och liknande affärsmässigt allmänflyg har fått vara kvar, medan det ideella allmänflyget numera (2015) inte har någon bas i Stockholm, utan de får hålla till i till exempel Västerås eller Eskilstuna.
Spårvägslinjen Tvärbanans planerade Kistagren har fått en hållplats på Bromma flygplats. Hållplatsen invigdes i december 2020, men trafikstarten mot Alvik sköts upp till i maj 2021.
År 2014 aviserade den nytillträdda regeringen att den avsåg att utse en statlig förhandlare i syfte att pröva möjligheten att bygga bostäder på citynära flygplatser. I samband med detta angav Socialdemokraterna, Miljöpartiet, Vänsterpartiet och Feministiskt initiativ i Stockholms stad att de senast 2022 ville avveckla Bromma flygplats, givet att förhandlingarna visade att flygplatsen kunde avvecklas utan att förutsättningarna för arbeten och utveckling i regionen försämrades.
Den 18 december 2014 utsågs tidigare näringsministern Anders Sundström (S) till statlig samordnare med direktivet att pröva möjligheterna att föra över kapacitet från Bromma flygplats till andra flygplatser i Stockholmsregionen. Sundströms utredning Mer flyg och bostäder presenterades i april 2016 med slutsatsen att Bromma flygplats inte har någon framtid efter 2038 och att Arlanda måste byggas ut.

I februari 2018 antog Stockholms stad sin nu gällande översiktsplan. Där anges följande om framtiden för Bromma flygplats:
På lång sikt finns möjligheter att utveckla en ny stadsdel genom Bromma flygplats omvandling. Stockholms stad har i avtal upplåtit området för flygverksamhet till år 2038, därefter kan området omvandlas till en stadsdel med blandad bebyggelse. Det förutsätter att den nationella och internationella tillgängligheten säkerställs. Även tillgängligheten till Arlanda behöver stärkas.
Mellan åren 2012 och 2018 steg antalet årliga passagerare med totalt nio procent till 2 501 589 personer. 2019 sjönk antalet passagerare med sex procent jämfört med året innan.
År 2020 utredde Swedavia på regeringens uppdrag mot bakgrund av coronaviruspandemin Brommas affärsmässiga framtid och rapporterade i september samma år att ”det inte längre är affärsmässigt motiverat att driva Bromma vidare”. 2020 sjönk antal passagerare med 80 procent, till följd av coronapandemin. Den politiska debatten om Bromma startade om igen efter det. I oktober 2020 sällade sig Centerpartiet i Stockholms stad till de partier som vill se en förtida nedläggning av Bromma flygplats.
Efter att tidigare ha argumenterat för att behålla Bromma flygplats meddelade Stockholms handelskammare i oktober 2020 att Brommas flygtrafik borde flyttas till Arlanda, för att marken i stället ska kunna bebyggas med bostäder och kontor. Samtidigt föreslog organisationen en ny grön rullbana på Arlanda, där flygplan med mycket begränsade eller obefintliga utsläpp prioriteras.
I januari 2021 gav BRA:s ägare Per G. Braathen grönt ljus för att stänga Bromma flygplats, under förutsättning att bolaget i stället kan få bra start- och landningstider på Arlanda samt transfersamarbete med de stora flygbolagen på platsen. I samband med detta förklarade Braathen att den så kallade flygskammen har minskat antalet passagerare och att utvecklingen av digitala lösningar under coronaviruspandemin ytterligare kommer att minska mängden affärsresor med flyg. Braathen menade också att det bristande kundunderlaget för inrikesflyg gör att tåget behöver ta över där det utgör ett bättre alternativ.
BRA:s konkurrent Air Leap lyfte, bara några dagar efter Per G. Braathens uttalande, fördelarna som en cityflygplats har jämfört med Arlanda. Bland annat pekade man på att genomströmningstiden är dryga fem minuter, det vill säga resenärer med endast handbagage sitter i taxi eller reser med kollektivtrafik fem minuter efter att de lämnat flygplanet. Under 2020 blev Air Leap den marknadsdominerande parten på Bromma, då BRA på grund av coronaviruspandemin hamnade i en företagsrekonstruktion. Genom Air Leaps expansion såg man det som en nationell angelägenhet att upprätthålla ett gott trafikutbud på Sveriges tredje största flygplats.
Flygledningsföretaget ACR Aviation Capacity Resources (ACR) meddelade den 26 januari 2021 regeringen och Stockholms stad att det fanns ett privat alternativ för att driva Bromma vidare om Swedavia stod fast vid att staten ville lämna flygplatsen i förtid. Innan pandemin hade Bromma flygplats 18 destinationer, varav 15 inrikeslinjer. År 2019 hanterade Bromma 2 350 000 passagerare och var landets tredje största flygplats. År 2020 var det 479 000, varav 80 000 i april–december (pandemin orsakade neddragning i mars och framåt).

I november 2022 meddelade Stockholms stads nytillträdda styre bestående av Socialdemokraterna, Vänsterpartiet och Miljöpartiet att staden skulle påbörja arbetet med en ny stadsdel på Bromma flygfält, trots att regeringen Kristersson sagt nej till en nedläggning av flygplatsen. I den rödgröna majoritetens budget för 2023 angavs följande:
Staden ska bidra till avvecklingen av Bromma flygplats i syfte att omvandla området till Bromma parkstad, där konkret planering ska påbörjas genom att tillsätta en projektorganisation. Staden ska inleda förhandlingar med Region Stockholm och staten om utbyggd tunnelbana till det nya stadsutvecklingsområdet samt inleda arbetet med att kartlägga markföroreningar vid Bromma flygplats så att staden får en uppfattning om saneringsbehov.
Brommas största operatör var på den tiden BRA med linjer till Göteborg, Halmstad, Kalmar, Malmö, Ronneby, Stockholm, Sundsvall, Trollhättan, Umeå, Visby, Växjö, Ängelholm och Östersund.  Den 17 september 2024 tillkännagav flygbolagen SAS och BRA att BRA blir underleverantör till SAS och upphör med egen trafik den 1 januari 2025. Då kommer BRA i stället att flyga från Arlanda flygplats. Swedavias VD och koncernchef Jonas Abrahamsson kommenterade förändringen i ett pressmeddelande samma dag: ”Det här ändrar förutsättningarna för driften av Bromma och aktualiserar den politiska frågan om flygplatsens framtid.”
Den 14 oktober 2024 fattade kommunfullmäktige i Stockholms stad beslut om att säga upp avtalet med Swedavia om Bromma flygplats.
I september 2024 meddelade Braathens Regional Airlines, som stod för 90% av trafiken på Bromma, att de skulle sluta verka på flygplatsen i slutet av året och flytta till Arlanda på grund av minskad inrikesflygtrafik. Därefter genomförde Swedavia betydande personalneddragningar, där endast 41 av de 120 anställda blev kvar för att hantera affärsflyg. Den resterande personalen erbjöds omplacering på andra Swedavia-flygplatser eller sades upp. Flygplatsens verksamhet fokuserades nästan helt på privatflyg, med endast begränsad kommersiell trafik förväntad att fortsätta.
I början av 2025 rapporterades det att privat- och affärsjetflyg stod för 89 % av alla landningar av passagerarflygplan på Bromma flygplats under januari och februari. Enligt uppgifterna användes många av privatflygningarna för fritidsresor, t.ex. skidresor till Schweiz, och ett stort antal av dessa flygningar genomfördes med få eller inga passagerare ombord.

## Miljö
Miljökraven på Bromma flygplats är omdiskuterade, endast de tystaste flygplanen får trafikera flygplatsen och nattetid får flygplatsen endast användas av Ambulansflyget och Flygvapnets statsflyg. Luftfartsverket har bekostat ljudisolering av bostäder i närheten. Trots detta beräknas omkring 80 000 personer vara störda av flygplatsens flygrörelser. Många boende under inflygningsstråket har klagat på höga ljudnivåer och andra störningar. Framtiden är oviss. Mark- och miljödomstolen stoppade 2012 ett bostadsprojekt på Södermalm med hänvisning till flygbullret från inflygningen.
Till skillnad från Arlanda som regleras av ett miljöavtal med ett koldioxidtak[källa behövs] finns ingen begränsning för hur mycket koldioxid Bromma flygplats får släppa ut. Det finns ett tillstånd med miljöregler som anger maximalt 100 000 flygrörelser per år (motsvarar 136 starter per dag).

## Kommunikationer
Flygplatsen nås via Ulvsundavägen, länsväg 279.

### Spårvagn
- SL:s spårvägslinje 31 (Tvärbanan) går mellan Bromma flygplats och Alviks t-bana-Alviks strand. Hållplatsen befinner sig vid , knappt 100 meter öster om ankomsthallen. Startdatum för spårvägen skulle ha varit den 13 december 2020 men blev uppskjutet till den 16 maj 2021.[61]

### Parkering
- Terminalparkering - 15+45 platser (max 1 timme)
- Korttidsparkering - 160 platser
- Långtidsparkering - 600 platser

## Säkerhet och myndighetsnärvaro
Skyddsvaktsbevakning, räddningstjänst och säkerhetskontroll sköts av upphandlad auktoriserat bevakningsföretag.
Gränspolisen har verksamhet på flygplatsen. Kontroll av passagerare genomförs vid flyg utanför Schengensamarbetet. Det finns vanligen inga sådana reguljära plan, men ofta privata.
Tullverket genomför kontroll vid behov på flyg utanför Sverige.

## Statistik
Sökfråga på wikidata efter rådata.

### De vanligaste destinationerna mätt i passagerarantal 2023
| 1. Malmö 260 665 2. Visby 190 010 3. Bryssel 145 333 4. Ängelholm 123 274 5. Göteborg 110 988 | 6. Umeå 80 226 7. Halmstad 74 101 8. Ronneby 53 721 9. Kalmar 45 367 10. Kristianstad 21 598 |

Källa: Swedavia - destinationsstatistik

## Destinationer

### Inrikes
| Flygbolag         | Destinationer          |
| ----------------- | ---------------------- |
| Västflyg (NyxAir) | Trollhättan-Vänersborg |